# Achrolyte
Achrolyte ist eine 1975 von der amerikanischen Oxy Metal Industries Corporation hinterlegte Handelsmarke für ein elektrochemisches Verfahren, das eine Zinn-Cobalt-Legierung abscheidet und der Verchromung insofern sehr ähnlich ist, als die Eigenschaften der Beschichtung kaum davon zu unterscheiden sind.

## Eigenschaften
Die Zinn-Cobalt-Beschichtung zeichnet sich durch eine gleichmäßige und optisch anspruchsvolle Oberfläche aus. Die äußerst dünne, ca. 0,2 Mikrometer starke und trotzdem durch hohe Abriebbeständigkeit charakterisierte Legierungsschicht besteht durchschnittlich zu drei Vierteln aus galvanisch abgeschiedenem Zinn und zum Rest aus ebenso entstandenem Cobalt.
Die Eigenschaften ihrer Bestandteile, z. B. gute chemische Beständigkeit, gehen dadurch mit in die Legierung ein, denn Cobalt ist härter und fester als Stahl. Die Legierung kann nur von sehr starken Säuren aufgelöst werden.

## Anwendung
Das Achrolyte-Verfahren wird vor allem angewandt, wenn das Verchromen nicht möglich oder unproportional teuer wird oder um die giftigen Chrombäder zu vermeiden.
Zinn-Cobalt-Beschichtungen eignen sich sehr gut für dekorative Anwendungen und können im Rahmen der massenweisen Trommelgalvanisierung sowie mittels der schonenden Gestellgalvanisierung aufgebracht werden. Der Glanz der Schicht ist von der Oberflächentextur des Grundmaterials sowie von der empfohlenen Nickelzwischenschicht (3–10 μm) abhängig.